# Bruno Metsu
Pour les articles homonymes, voir Metsu.
Bruno Metsu, né le 28 janvier 1954 à Coudekerque-Branche (Nord) et mort dans cette même ville le 15 octobre 2013,, est un footballeur professionnel puis entraîneur de football français. Il a mené le Sénégal en quarts de finale de la Coupe du monde 2002.

## Biographie
Il débute au SC Hazebrouck, avant de partir comme junior au Sporting d'Anderlecht. Après trois saisons à l'USL Dunkerque, il rejoint l'US Valenciennes Anzin en juillet 1975. Le club de l'Escaut, vient de retrouver la Division 1. Bruno Metsu signe un contrat professionnel et évolue comme milieu de terrain. Il devient titulaire indiscutable à partir de 1976. Il a alors pour équipiers des joueurs comme Didier Six, puis Roger Milla.
En 1979, il rejoint le rival nordiste, Lille OSC pour deux saisons. Il termine sa carrière professionnelle en Division 2, d'abord à l'OGC Nice, puis à Roubaix Football en 1983-1984.
Il participe ensuite à la montée de l'AS Beauvais en Division 2. Il raccroche alors les crampons, et dirige le Centre de formation de ce club picard. Il devient entraîneur de l'équipe première à partir de 1987. L'équipe sous sa direction atteint les quarts de finale de la Coupe de France en 1988.
Après avoir entraîné l'équipe de Beauvais, Bruno Metsu dirige les joueurs du club de Division 1, Lille. Puis il va successivement à Valenciennes, Sedan et Valence, avant de commencer une brillante carrière internationale.
Il a mené les lions de la Teranga du Sénégal à leur première Coupe du monde en 2002, au Japon et en Corée. Les Sénégalais y ont étonné tout le monde en battant 1 à 0, lors du match d'ouverture, l'équipe de France tenante du titre. Ils ont réussi à atteindre les quarts de finale de cette compétition, où ils sont finalement battus (0-1) a.p. par la Turquie. Avant cela, au début de la même année, les lions ont aussi atteint la première finale de Coupe d’afrique des nations de leur histoire, finale malheureusement perdue face au tenant du titre camerounais aux tirs au but.
Cette même année 2002, il s'installe aux Émirats arabes unis. Il entraîne alors l'équipe Al Ayn Club avec laquelle il est deux fois champion des émirats mais surtout vainqueur de la Ligue des champions de l'AFC en 2003. Il a ensuite entraîné d'autres clubs du Golfe arabo-persique, au Qatar et en Arabie saoudite.
Après plusieurs succès nationaux et continentaux à la tête d'équipes locales, il devient le sélectionneur de l'équipe nationale des Émirats arabes unis de juin 2006 à septembre 2008. Avec cette équipe, il remporte la Coupe du Golfe des Nations en janvier 2007.
Il prend la tête de l'équipe nationale du Qatar, comme sélectionneur, à partir du 25 septembre 2008.
Le 3 février 2011, il est limogé de son poste, une semaine après la défaite de son équipe contre le Japon, lors des quarts de finale de la Coupe d'Asie 2011.
Il rejoint en mars 2011, Al Gharrafa Doha pour une durée de deux ans et déclare alors « C'est un bon challenge, le groupe est bon et intéressant. On peut faire quelque chose de bien ». Après une défaite en championnat, il est licencié un an plus tard le 15 mars 2012.
En avril 2012, Bruno Metsu est proche de devenir le nouveau sélectionneur du Sénégal mais c'est finalement Pierre Lechantre qui est nommé à ce poste.
Il rejoint finalement le club d'Al-Wasl à Dubaï en juillet 2012 en remplacement de Diego Maradona et s'engage pour une durée de deux ans.
En raison de problèmes de santé, il démissionne le 26 octobre 2012. Il meurt dans sa ville natale le 15 octobre 2013 des suites d'un cancer,.
Converti à l'islam en 2006 et selon sa volonté, son corps est inhumé au cimetière musulman de Yoff, au Sénégal.

## Palmarès d'entraîneur
- Champion des Émirats arabes unis en 2003 et 2004 avec l'Al-Aïn Club
- Vainqueur de la Ligue des champions de l'AFC en 2003 avec l'Al-Aïn Club
- Vainqueur de la Coupe crown prince de Qatar en 2005 avec Al Gharrafa Doha
- Champion du Qatar en 2005 avec Al Gharrafa Doha
- Vainqueur de la Coupe du Golfe 2007 avec les Émirats arabes unis
- Vainqueur de la Prince Cup et Finaliste de l'Emir Cup avec Al Gharrafa Doha
- Finaliste coupe d’Afrique des Nations 2002 avec l’équipe Nationale du Sénégal